# Albee
Albee 또는 판이페이(중국어 정체자: 范乙霏, 병음: Fàn Yîfēi, 한자음: 범을비, 1987년 7월 20일 ~ )는 대만의 배우이자 텔레비전 진행자이다.